# Rutog
Rutog (en tibetano,  རུ་ཐོག་རྫོང་།; wylie, Ruthog rdzong; en chino, 日土县; pinyin, Rìtǔ xiàn; literalmente, ‘la montaña tiene la forma de un estante de lanzas y tenedores’) es un condado bajo la administración directa de la Prefectura Ngari en la Región autónoma del Tíbet, República Popular China. Su área es 82 mil km² y su población total para 2015 superó los 10 000 habitantes.

## Administración
El condado de Rutog se divide en 6 pueblos que se administran en 1 poblado y 4 villas.